# (100716) 1998 BF23
(100716) 1998 BF23 es un asteroide perteneciente al cinturón de asteroides descubierto el 25 de enero de 1998 por el equipo del Spacewatch desde el Observatorio Nacional de Kitt Peak, Arizona, Estados Unidos.

## Designación y nombre
Designado provisionalmente como 1998 BF23.

## Características orbitales
1998 BF23 está situado a una distancia media del Sol de 2,727 ua, pudiendo alejarse hasta 3,451 ua y acercarse hasta 2,003 ua. Su excentricidad es 0,265 y la inclinación orbital 6,194 grados. Emplea 1645,29 días en completar una órbita alrededor del Sol.

## Características físicas
La magnitud absoluta de 1998 BF23 es 15,4. Tiene 2,753 km de diámetro y su albedo se estima en 0,177. 